# Cristina de Vasaborg
Cristina de Vasaborg (1644-1709) era la hija menor del conde Gustavo de Vasaborg (1616-1653), I Conde de Nystad y de su esposa, la condesa Ana Sofía Wied-Runkel. Por parte de su padre era nieta del rey Gustavo II Adolfo de Suecia y de la amante de este, Margarita Slots, lo que la convertía en sobrina de la reina Cristina de Suecia.

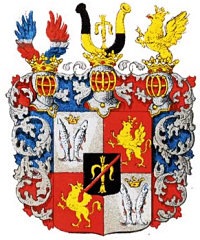
Escudo de armas de la Casa de Vasaborg, rama menor de la Dinastía Vasa.

## Biografía
Nacida en 1644, el 21 de febrero de 1665 contrajo matrimonio en Estocolmo con el barón Volmar Wrangel de Lindeberg. La pareja tuvo 5 hijos : 
- hijo, murió joven
- Amalia Sophia, murió de niña.
- Polydora Aurora (fallecida en 1708), casada con el mariscal de Kaunas, príncipe Bogusław Ogiński (1669-1730)
- Maria (?-?)
- Gustavo (1668-1716) general Sueco
- Carlos Gustavo (1670-1724) General Sueco, con descendencia, se casó con la baronesa Elizabeth von Reichmann

Cristina falleció el 9 de septiembre de 1709 en Dorpat (Tartu, en el territorio de lo que actualmente es Estonia).